# 密蔵院 (明石市)
密蔵院（みつぞういん）は、兵庫県明石市船上町（ふなげちょう）にある真言宗の寺院。嵯峨大覚寺末寺(金井 1919, 密蔵院)。

## 歴史
密蔵院は、延喜(えんぎ)4年（904年）創建と伝えられている。応永(おうえい)年間（1394年 - 1428年）に僧増運(ぞううん)（吽）が中興する。本堂は、1945年（昭和20年）7月の大空襲により焼失したが、1976年（昭和51年）再建された。

## 所在地
- 兵庫県明石市船上町3-8

## 交通アクセス
- 山陽電鉄西新町駅から徒歩約10分

## 周辺
- 明石市立衣川中学校
- 明石警察署
- 明石税務署
- 山陽電鉄西新町駅
- 兵庫県道718号明石高砂線
- 明石川
- 林崎漁港